# Trẻ mồ côi

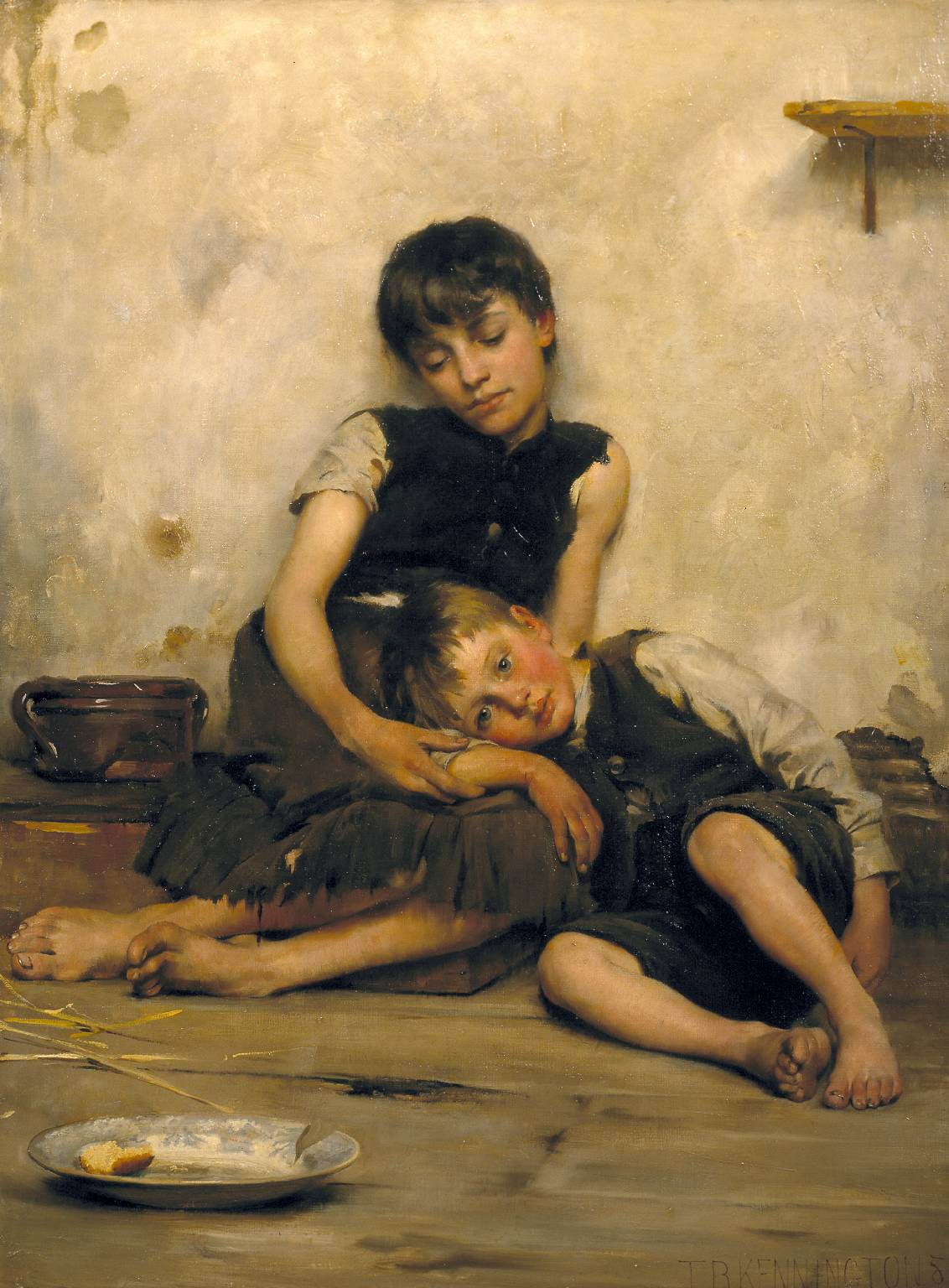
Trẻ mồ côi của Thomas Kennington, sơn dầu, 1885

Trẻ mồ côi là người mà không có cha mẹ bởi vì cha mẹ họ đã chết, đã mất tích hoặc đã bỏ rơi họ vĩnh viễn.
Theo cách sử dụng thông thường, chỉ có những đứa trẻ đã mất cả cha lẫn mẹ (do cái chết, hoặc bị mất tích vĩnh viễn), hay là bị cha mẹ bỏ rơi tại thời điểm họ chưa trưởng thành, thì được xem là trẻ mồ côi, và tình trạng mồ côi kéo dài suốt đời họ. Tuy nhiên, người mất cả cha lẫn mẹ sau khi họ đã đạt đến tuổi trưởng thành thì thường không được xem là mồ côi. Do đó, để xác định tình trạng mồ côi hay không, người ta thường xét đến việc đứa trẻ ấy có được thừa hưởng sự nuôi dưỡng và giáo dục của cả cha lẫn mẹ (hoặc ít ra là của một trong hai người) trong thời thơ ấu hay không. Trong một số trường hợp, đứa trẻ bị mất hoặc cha, hoặc mẹ thì cũng có thể gọi là "mồ côi cha" hoặc "mồ côi mẹ" tương ứng.
Khi đề cập đến động vật, người ta chỉ xét tình trạng của con mẹ, nghĩa là nếu con mẹ đã chết đi thì con hoặc những đứa con của nó được xem là mồ côi (tại thời điểm chúng chưa tách riêng ra để tự lập), bất kể tình trạng của con bố.

## Định nghĩa
Các nhóm khác nhau sử dụng các định nghĩa khác nhau để xác định thế nào là trẻ mồ côi. Một định nghĩa pháp lý được sử dụng ở Hoa Kỳ là "cái chết hoặc sự biến mất, từ bỏ, hoặc tách ra hoặc mất đi của cả cha và mẹ".
Theo nghĩa thông thường, một đứa trẻ mồ côi không có cha mẹ còn sống để chăm sóc chúng. Tuy nhiên, Quỹ Nhi đồng Liên hợp quốc (UNICEF), Chương trình Liên hợp quốc về HIV và AIDS (UNAIDS) và các nhóm khác định nghĩa bất kỳ đứa trẻ nào mất cha hoặc mẹ đều là trẻ mồ côi. Theo cách tiếp cận này, một đứa trẻ mồ côi mẹ là một đứa trẻ có mẹ đã chết, một đứa trẻ mồ côi cha là một đứa trẻ có cha đã chết, và một đứa trẻ mồ côi kép là một đứa trẻ mất cả cha lẫn mẹ. Điều này trái ngược với việc sử dụng khái niệm trẻ mồ côi một nửa để mô tả những đứa trẻ chỉ mất hoặc cha hoặc mẹ.

## Số lượng

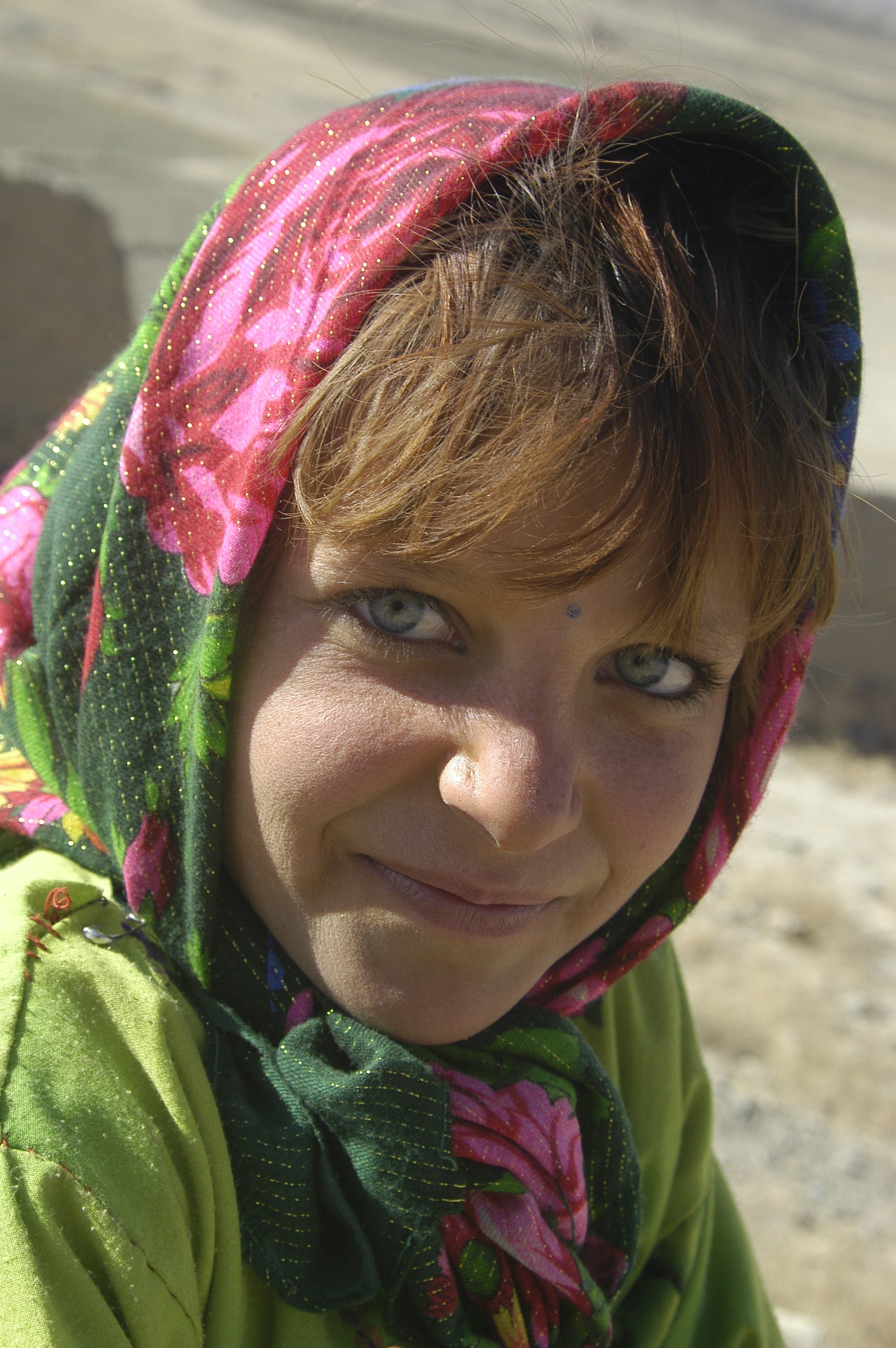
Một bé gái Afghanistan tại trại trẻ mồ côi Kabul, Afghanistan vào tháng 1/2002

Trẻ mồ côi tương đối hiếm ở các nước phát triển, bởi vì hầu hết trẻ em có thể mong đợi cả cha mẹ chúng chăm sóc chúng từ thời thơ ấu. Số lượng trẻ mồ côi tồn tại nhiều hơn ở các quốc gia bị chiến tranh tàn phá như Afghanistan. 
| Lục địa             | Số lượng trẻ mồ côi (1000s) | Trẻ mồ côi tính theo phần trăm của tất cả trẻ em |
| ------------------- | --------------------------- | ------------------------------------------------ |
| Châu Phi            | 34.294                      | 11,9%                                            |
| Châu Á              | 65.504                      | 6,5%                                             |
| Mỹ Latinh và Caribe | 8.166                       | 7,4%                                             |
| Toàn bộ             | 107.964                     | 7,6%                                             |

| Quốc gia        | Trẻ mồ côi trong tổng số trẻ em (%) | Trẻ mồ côi bị AIDS trong tổng số trẻ mồ côi (%) | Tổng số trẻ mồ côi (Tất cả) | Tổng số trẻ mồ côi (liên quan AIDS) | Mồ côi mẹ (Tất cả) | Mồ côi mẹ (liên quan AIDS) | Mồ côi cha (Tất cả) | Mồ côi cha (liên quan AIDS) | Mồ côi cả cha lẫn mẹ (Tất cả) | Mồ côi cả cha lẫn mẹ (liên quan AIDS) |
| --------------- | ----------------------------------- | ----------------------------------------------- | --------------------------- | ----------------------------------- | ------------------ | -------------------------- | ------------------- | --------------------------- | ----------------------------- | ------------------------------------- |
| Botswana (1990) | 5,9                                 | 3,0                                             | 34.000                      | 1.000                               | 14.000             | < 100                      | 23.000              | 1.000                       | 2.000                         | < 100                                 |
| Botswana (1995) | 8,3                                 | 33,7                                            | 55.000                      | 18.000                              | 19.000             | 7.000                      | 37.000              | 13.000                      | 5.000                         | 3.000                                 |
| Botswana (2001) | 15,1                                | 70,5                                            | 98.000                      | 69.000                              | 69.000             | 58.000                     | 91.000              | 69.000                      | 62.000                        | 61.000                                |
| Lesotho (1990)  | 10,6                                | 2,9                                             | 73.000                      | < 100                               | 31.000             | < 100                      | 49.000              | < 100                       | 8.000                         | < 100                                 |
| Lesotho (1995)  | 10,3                                | 5,5                                             | 77.000                      | 4.000                               | 31.000             | 1.000                      | 52.000              | 4.000                       | 7.000                         | 1.000                                 |
| Lesotho (2001)  | 17,0                                | 53,5                                            | 137.000                     | 73.000                              | 66.000             | 38.000                     | 108.000             | 63.000                      | 37.000                        | 32.000                                |
| Malawi (1990)   | 11,8                                | 5,7                                             | 524.000                     | 30.000                              | 233.000            | 11.000                     | 346.000             | 23.000                      | 55.000                        | 6.000                                 |
| Malawi (1995)   | 14,2                                | 24,6                                            | 664.000                     | 163.000                             | 305.000            | 78.000                     | 442.000             | 115.000                     | 83.000                        | 41.000                                |
| Malawi (2001)   | 17,5                                | 49,9                                            | 937.000                     | 468.000                             | 506.000            | 282.000                    | 624.000             | 315.000                     | 194.000                       | 159.000                               |
| Uganda (1990)   | 12,2                                | 17,4                                            | 1.015.000                   | 177.000                             | 437.000            | 72.000                     | 700.000             | 138.000                     | 122.000                       | 44.000                                |
| Uganda (1995)   | 14,9                                | 42,4                                            | 1.456.000                   | 617.000                             | 720,000            | 341.000                    | 1.019.000           | 450.000                     | 282.000                       | 211.000                               |
| Uganda (2001)   | 14,6                                | 51,1                                            | 1.731.000                   | 884.000                             | 902.000            | 517.000                    | 1.144.000           | 581.000                     | 315.000                       | 257.000                               |

- Số liệu năm 2001 từ báo cáo năm 2002 của UNICEF / UNAIDS [8]
- Trung Quốc: Một cuộc khảo sát do Bộ Nội vụ thực hiện năm 2005 cho thấy Trung Quốc có khoảng 573.000 trẻ mồ côi dưới 18 tuổi.[9]
- Nga: Theo báo cáo của Nga từ năm 2002 được trích dẫn trên tờ New York Times, 650.000 trẻ em được ở trong các trại trẻ mồ côi. Họ được thả ra ở tuổi 16, và 40% trở thành vô gia cư, trong khi 20% trở thành tội phạm và 10% tự sát.[10]
- Châu Mỹ Latinh: Trẻ em lang thang có sự hiện diện lớn ở Châu Mỹ Latinh; một số ước tính rằng có tới 40 triệu trẻ em lang thang ở Mỹ Latinh.[11] Mặc dù không phải tất cả trẻ em lang thang đều là trẻ mồ côi, tất cả trẻ em lang thang đều làm việc và nhiều trẻ không có sự hỗ trợ đáng kể của gia đình.[12]

## Trẻ mồ côi đáng chú ý
Những đứa trẻ mồ côi nổi tiếng bao gồm các nhà lãnh đạo thế giới như Nelson Mandela, Alexander Hamilton, Aaron Burr, Andrew Jackson; nhà tiên tri tiếng Do Thái Moses và nhà tiên tri Hồi giáo Muhammad; các nhà văn như Edgar Allan Poe và Leo Tolstoy; các vận động viên như Aaron Hernandez hoặc Jacques Villeneuve. Cô bé mồ côi người Mỹ Henry Darger đã miêu tả những điều kiện khủng khiếp của trại trẻ mồ côi trong tác phẩm nghệ thuật của mình. Những đứa trẻ mồ côi đáng chú ý khác bao gồm những người ttrong ngành giải trí như Louis Armstrong, Marilyn Monroe, Babe Ruth, Ray Charles và Frances McDormand, và vô số nhân vật hư cấu trong văn học và truyện tranh.

## Lịch sử
Chiến tranh và đại dịch, như AIDS, đã tạo ra nhiều trẻ mồ côi. Chiến tranh thế giới thứ hai, với số lượng lớn người chết và các phong trào dân số, đã tạo ra số lượng lớn trẻ mồ côi ở nhiều quốc gia, với ước tính cho châu Âu dao động từ 1.000.000 đến 13.000.000. Judt (2006) ước tính có 9.000 trẻ em mồ côi ở Tiệp Khắc, 60.000 ở Hà Lan 300.000 ở Ba Lan và 200.000 ở Nam Tư, cộng thêm nhiều ở Liên Xô, Đức, Ý và các nơi khác.

## Trong văn học

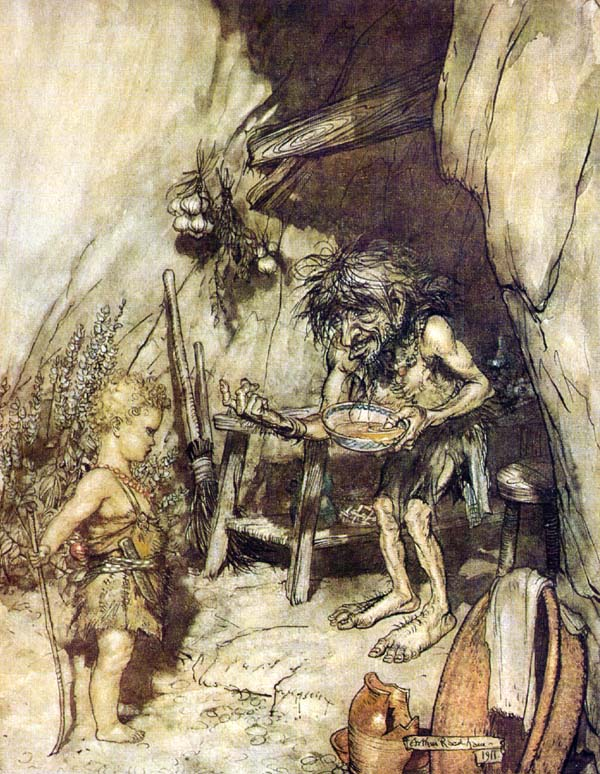
Mime cung cấp thức ăn cho cậu bé Siegfried, một đứa trẻ mồ côi mà cậu đang nuôi; Minh họa của Arthur Rackham cho Siegfried của Richard Wagner

Trẻ mồ côi rất phổ biến như là nhân vật chính trong văn học, đặc biệt là ở văn học thiếu nhi và văn học giả tưởng. Việc thiếu cha mẹ khiến các nhân vật theo đuổi cuộc sống phiêu lưu và thú vị hơn, bằng cách giải thoát chúng khỏi các nghĩa vụ và kiểm soát của gia đình, và tước đoạt của chúng khả năng có cuộc sống bình thường. Điều này tạo ra các nhân vật khép kín và nội tâm và những người sống vì tình cảm. Trẻ mồ côi có thể tìm kiếm sự hiểu biết bản thân thông qua nỗ lực để biết nguồn gốc của chúng. Cha mẹ cũng có thể là đồng minh và nguồn viện trợ cho trẻ em, và việc loại bỏ cha mẹ khiến cho những khó khăn của nhân vật trở nên nghiêm trọng hơn. Ngoài ra, các bậc cha mẹ có thể không liên quan đến chủ đề mà một nhà văn đang cố gắng phát triển, và việc nhân vật là trẻ mồ côi giải phóng nhà văn khỏi sự cần thiết phải mô tả một mối quan hệ không liên quan như vậy; nếu một mối quan hệ cha-con là quan trọng, loại bỏ nhân vật người mẹ giúp tránh làm phức tạp mối quan hệ cần thiết. Tất cả những đặc điểm này làm cho trẻ mồ côi trở thành nhân vật hấp dẫn cho các tác giả.
Trẻ mồ côi là phổ biến trong các câu chuyện cổ tích, chẳng hạn như hầu hết các biến thể của Cô bé Lọ Lem.
Một số tác giả nổi tiếng đã viết sách có trẻ mồ côi. Ví dụ từ văn học cổ điển bao gồm Jane Eyre của Charlotte Brontë, Oliver Twist của Charles Dickens, Tom Sawyer của Mark Twain, Anne tóc đỏ dưới chái nhà xanh của LM Montgomery, Jude the Obscure của Thomas Hardy và Chúa tể những chiếc nhẫn của JRR Tolkien. Trong số các tác giả gần đây, AJ Cronin, Lemony Snicket, AF Coniglio, Roald Dahl và JK Rowling, cũng như một số tác giả ít nổi tiếng của những đứa trẻ mồ côi nổi tiếng như Little Orphan Annie đã sử dụng trẻ mồ côi làm nhân vật chính. Một cốt truyện lặp đi lặp lại là mối quan hệ mà trẻ mồ côi có thể có với một người trưởng thành từ bên ngoài gia đình của họ như được thấy trong vở kịch Trẻ mồ côi của Lyle Kessler.
Trẻ mồ côi đặc biệt phổ biến như các nhân vật trong truyện tranh. Hầu như tất cả các anh hùng nổi tiếng nhất là trẻ mồ côi: Superman, Batman, Spider-Man, Robin, The Flash, Captain Marvel, Captain America và Green Arrow đều mồ côi. Trẻ mồ côi cũng rất phổ biến trong số các nhân vật phản diện: Bane, Cat Woman và Magneto là những ví dụ. Lex Luthor, Deadpool và Carnage cũng có thể được đưa vào danh sách này, mặc dù họ đã giết chết một hoặc cả hai cha mẹ của họ. Các nhân vật hỗ trợ kết bạn với các anh hùng cũng thường là trẻ mồ côi, bao gồm cả Newsboy Legion và Rick Jones.

## Trong các kinh sách tôn giáo
Nhiều kinh sách tôn giáo, bao gồm Kinh thánh và Kinh Qur'an, chứa đựng ý tưởng rằng giúp đỡ và bảo vệ trẻ mồ côi là một vấn đề rất quan trọng và đẹp lòng Thiên Chúa. Các nhà lãnh đạo tôn giáo Moses và Muhammad đều mồ côi khi còn nhỏ. Một số trích dẫn kinh điển mô tả cách đối xử với trẻ mồ côi:
Kinh thánh
- "Đừng lợi dụng góa phụ hay trẻ mồ côi." (Kinh thánh tiếng Hê-bơ-rơ, Xuất hành 22,22)
- "Để lại những đứa trẻ mồ côi của bạn, tôi sẽ bảo vệ cuộc sống của chúng.  Góa phụ của bạn cũng có thể tin tưởng vào tôi. " (Kinh thánh tiếng Do Thái, Giê-rê-mi 49:11)
- "Để phán xét người mồ côi cha và người bị áp bức, rằng người đàn ông của trái đất có thể không còn áp bức nữa." (Kinh thánh tiếng Do Thái, Thi thiên 10:18)
- "Tôn giáo mà Chúa Cha chúng ta chấp nhận là thuần khiết và không có lỗi là đây: chăm sóc trẻ mồ côi và góa phụ trong đau khổ và giữ cho mình khỏi bị ô nhiễm bởi thế giới." (Tân Ước, Gia-cơ 1:27)

Qu'ran
- "Và họ nuôi dưỡng, vì tình yêu của Thiên Chúa, người nghèo khổ, trẻ mồ côi và người bị giam cầm" - (Kinh Qur'an, Con người: 8)
- "Do đó, đừng đối xử với trẻ mồ côi bằng sự khắc nghiệt" (Kinh Qur'an, Giờ buổi sáng: 9)
- "Bạn đã không thấy những người chối bỏ đức tin và Ngày phán xét chưa?  Đó là những người xua đuổi trẻ mồ côi một cách khắc nghiệt, và không khuyến khích nuôi dưỡng những người nghèo khổ.  Vì vậy, khốn cho những người cầu nguyện nhưng thờ ơ với nó hoặc thể hiện điều đó ra khỏi sự phù phiếm, và những người từ chối ngay cả những lòng tốt nhỏ bé với người khác. " - (Kinh Qur'an, lòng tốt nhỏ: 1-7)
- "(Hãy tốt với) trẻ mồ côi và người nghèo.  Và nói những lời tốt đẹp với mọi người. " (Kinh Qur'an, Heifer: 83)
- "Họ sẽ hỏi bạn về tài sản của trẻ mồ côi.  Nói, 'Quản lý nó vì lợi ích tốt nhất của họ là tốt nhất'.  Nếu bạn trộn tài sản của bạn với họ, họ là anh em của bạn "(Kinh Qur'an, Heifer: 220)
- "Hãy cho trẻ mồ côi tài sản của họ, và đừng thay thế những điều xấu cho tốt.  Đừng đồng hóa tài sản của họ thành của riêng bạn.  Làm điều đó là một tội ác nghiêm trọng. " (Kinh Qur'an, Phụ nữ: 2)
- "Hãy kiểm tra chặt chẽ trẻ mồ côi cho đến khi chúng đến tuổi kết hôn, sau đó nếu bạn nhận thấy rằng chúng có phán quyết hợp lý thì hãy giao tài sản của chúng cho chúng... " (Kinh Qur'an, Phụ nữ: 6)